# Canton de Niort-Nord
Pour les articles homonymes, voir Canton de Niort (homonymie).
Le canton de Niort-Nord est une ancienne division administrative française située dans le département des Deux-Sèvres et la région Poitou-Charentes. En 2009, le canton de Niort-Nord est le plus peuplé des Deux-Sèvres et de la région Poitou-Charentes.

## Géographie
Ce canton était organisé autour de Niort dans l'arrondissement de Niort. Son altitude varie de 2 m (Niort) à 93 m (Saint-Gelais).

## Histoire
Le canton de Niort-Nord est créé en 1973 en même temps que les cantons de Niort-Est et Niort-Ouest, en remplacement des deux cantons de Niort-1 et Niort-2.

## Administration
| Période | Période      | Identité         | Étiquette | Qualité |
| ------- | ------------ | ---------------- | --------- | --- |
| 1973    | 1982         | René Gaillard    | PS        | Principal de collège d'enseignement secondaire Maire de Niort (1971-1985) Député (1973-1985) Ancien conseiller général du Canton de Niort-2 |
| 1982    | 1988         | Alain Garcia     | RPR       | Chirurgien à Niort |
| 1988    | 1994         | Roger Rougeau    | PS        | Adjoint au Maire de Niort |
| 1994    | 2008         | Jacques Brossard | UDF       | Directeur de centre de formation pour apprentis Député (1993-1997) Maire de Chauray depuis 1983                                             |
| 2008    | 2010 (décès) | Françoise Billy  | PS        | Ancienne maire-adjointe de Niort |
| 2010    | 2015         | Bernard Millet   | PS        | Conseiller municipal d'Échiré Elu en 2015 dans le Canton de la Plaine niortaise                                                             |

## Composition
Le canton de Niort-Nord groupait 7 communes et compte 31 539 habitants (population municipale) au 1er janvier 2009.
| Communes     | Population (2012) | Code postal | Code Insee |
| ------------ | ----------------- | ----------- | ---------- |
| Chauray      | 5 294             | 79180       | 79081      |
| Échiré       | 3 321             | 79410       | 79109      |
| Niort        | 18 443 (*)        | 79000       | 79191      |
| Saint-Gelais | 1 733             | 79410       | 79249      |
| Saint-Maxire | 1 131             | 79410       | 79281      |
| Saint-Rémy   | 1 043             | 79410       | 79293      |
| Sciecq       | 574               | 79000       | 79308      |

(*) Fraction de commune. En 2009, la commune de Niort a une population de 56 878 habitants répartie sur trois cantons.

## Démographie
| 1975 | 1982 | 1990 | 1999   | 2006   | 2009   | - | - | - |
| ---- | ---- | ---- | ------ | ------ | ------ | - | - | - |
| -    | -    | -    | 28 872 | 30 629 | 31 539 | - | - | - |

En 2006, le canton reste le plus peuplé du département et même de la région. Il enregistre 1 757 nouveaux habitants entre 1999 et 2006, soit une hausse de +6 % sur la période. Toutes les communes n'ont pas la même évolution. Ainsi Saint-Maxire est stable, tandis que Saint-Rémy voit sa population grandir de 23 % sur la période 1999-2006 (+186 hab.) et dépasse les 1 000 habitants. La moitié des nouveaux habitants du canton sont niortais (+924 hab. pour la fraction de commune). Échiré en gagne presque 300 (+1,5 %/an). Chauray a passé la barre des 5 000 habitants, et Saint-Gelais connait également une évolution significative (+171 hab., +1,7 %/an).